# Neozephyrus taiwanus
Neozephyrus taiwanus är en fjärilsart som beskrevs av Alfred Ernest Wileman 1911. Neozephyrus taiwanus ingår i släktet Neozephyrus och familjen juvelvingar. Inga underarter finns listade i Catalogue of Life.